# Ouv3rture
Ouv3rture  è un singolo di Lazza, pubblicato il 9 marzo 2022 come primo estratto dal terzo album in studio Sirio.

## Video musicale
Per il brano è stato realizzato un video musicale, pubblicato il 10 marzo 2022 nel canale Vevo-YouTube di Lazza.

## Tracce
1. Ouv3rture – 3:02